# Euxoa mendeli
Euxoa mendeli là một loài bướm đêm trong họ Noctuidae.